# Horváth Zsuzsa (színművész)
Horváth Zsuzsa (Kaposvár, 1948. március 2. –) Jászai Mari- és Aase-díjas magyar színésznő.

## Életpályája
Kaposváron született 1948. március 2-án. Gimnazistaként került a kaposvári színház stúdiójába, amelyet akkor Horváth Jenő vezetett. Érettségi után és a sikertelen felvételit követően pár hónapig irodában dolgozott, így került a kaposvári színházhoz is, ahol szintén adminisztrációs munkát végzett. Táncosokat kerestek a színház egyik produkciójához, így 1968-ban a színházi irodából került a színpadra. Művészi pályáját tehát táncosként, csoportos szereplőként kezdte a Csiky Gergely Színházban, ahol fokozatosan kapta a kisebb-nagyobb lehetőségeket és az egyre jelentősebb feladatokat, szerepeket.
1976-tól a Miskolci Nemzeti Színházhoz szerződött, ahol idővel a színház egyik meghatározó művésze, vezető színésznője lett. 1996-ban egyik alapító tagja lett a Kamondi Zoltán által vezetett Csarnok Kultusz Motel néven létrejött társulatnak, mely a Miskolci Nemzeti Színház részeként működött. 1997-ben Miskolcot elhagyva a fővárosba tették át székhelyüket és Bolygó Kultusz Motel néven különböző helyszíneken tartották előadásaikat.
Szabadfoglalkozású művészként gyakran szerepel független színházak előadásain (Forrás Színház, Stúdió K, stb.). Budapesten vendégművészként többek között a Thália Színházban, a Gózon Gyula Kamaraszínházban, a Karinthy Színházban, vidéken Kecskeméten, Veszprémben, Szentendrén, Zsámbékon és Tácon lépett színpadra. 2012-től 2021-ig a Soproni Petőfi Színház társulatának művésze volt.

## Fontosabb színházi szerepei
- Molière: Úrhatnám polgár... Doriméne
- Molière: Képzelt beteg... Toinette, szolgáló Arganéknál
- Arnold Wesker: A konyha... Violet
- Sarkadi Imre: Oszlopos Simeon... Zsuzsi
- Sarkadi Imre: Ház a város mellett... Teri
- Ray Henderson: Diákszerelem... Flóra
- Henrik Ibsen: Kísértetek... Regina
- McDermot – Guare – Shapiro: Veronai fiúk... Szilvia
- Mitch Leigh – Dale Waserman: La Mancha lovagja... Aldonza
- Bertolt Brecht: A szecsuáni jólélek... Sin asszony
- Bertolt Brecht: Állítsátok meg Arturo Uit!... ügyész
- Bertolt Brecht: Kispolgári nász... Emma
- Peter Shaffer: Black Comedy... Miss Furnival
- Carlo Goldoni: Chioggiai csetepaté... Pasqua asszony
- Csiky Gergely: A nagymama... Szerafina
- Plautus A bögre... Staphila, Euclio öreg szolgálója
- Huszka Jenő: Lili bárónő... Agata
- Fodor László – Lakatos László: Helyet az ifjúságnak!... Sári
- Csokonai Vitéz Mihály: Karnyóné... Karnyóné
- Robert Thomas: A hölgy fecseg és nyomoz... Suzanne Brissard
- Ábrahám Pál: Bál a Savoyban... Daisy Parker
- Molnár Ferenc: Liliom... Hollunderné
- Molnár Ferenc: Menyegző... Dományné
- Molnár Ferenc: Az üvegcipó... Roticsné
- Robert Harling: Acélmagnóliák... Blanche
- Jean Genet: A paravánok... Az anya
- William Shakespeare: Hamlet... Gertrud
- William Shakespeare – Georg Büchner – Christopher Marlowe: Vihar, avagy a bűnbocsánat színjátéka... Prospero, Milánó törvényes hercege
- William Shakespeare: Macbeth... Első boszorkány
- Anton Pavlovics Csehov: Lakodalom... Nasztaszja Tyimofejevna
- Anton Pavlovics Csehov: Jelenetek a vidéki életből (Ványa bácsi)... Marija Vasziljevna
- John Kander – Fred Ebb – Joe Masteroff: Kabaré... Schneider kisasszony (Fräulein Schneider)
- Pierre Carlet de Chamblain de Marivaux: A lovag... Grófnő
- Jacobi Viktor: Leányvásár... Harrisonné
- Lope de Vega: Furfangosok... Belisa
- Örkény István – Zsótér Sándor: Macskajátékok... özv. Orbán Béláné, Erzsi
- Örkény István: Macskajáték... Orbánné
- Georg Büchner: Woyzeck... doktor
- Thornton Wilder – Michael Stewart – Jerry Herman: Hello, Dolly!... Dolly
- Georges Feydeau: Osztrigás Mici... Petyponné
- Eisemann Mihály: Fiatalság, bolondság...Jozefin
- Eugène Scribe: Egy pohár víz... hercegnő
- Jerry Bock: Hegedűs a háztetőn... Jente
- Pjotr Iljics Csajkovszkij: Diótörő... Egérkirálynő (balett)
- Ditzendy Attila: Az árva Twist Olivér... Peachumné
- Tersánszky Józsi Jenő: Kakuk Marci... Csuriné, vén boszorka
- Tolnai Ottó – Gyarmati Kata: Skalpoljuk meg szegény Józsit!... Glória, valamikori Csárdáskirálynő
- George Bernard Shaw: Barbara őrnagy - G. B. Shaw után... Lady Britomart
- Trisztán és Izolda... Branguin (Örkény Színház)
- Neil Simon: Napsugárfiúk... szereplő (Újpest Színház)
- Mosonyi Aliz: Varázsfuvola-mese... Éjkirálynő
- Szabó Borbála: Nincsenapám, seanyám... szereplő
- Antoine de Saint-Exupéry: A kisherceg... szereplő
- Doug Wright: De Sade pennája... Madame Royer-Collard (a doktor felesége)
- Lukas Bärfuss: Szüleink szexuális neurózisai... A főnök anyja
- Ljudmila Jevgenyjevna Ulickaja: Orosz lekvár... Marija Jakovlevna (Makunya)
- Faragó Zsuzsa – Forgács Péter: Négyeshatos... szereplő
- Gyarmati Kata: Orrocskák... Anya
- Arne Lygre: A fiú árnyéka... Anya
- Euripidész: Téboly Thébában... Szuza
- Mikszáth Kálmán: Szent Péter esernyője... Münzné (zsidóasszony)
- Szokolay Dongó Balázs - Szabó Attila: Fehérlófia... Fehérló
- Arany János: Toldi... szereplő
- Arthur Schnitzler – Szeredás András: A Zöld Kakadu.. Georgette
- Nyikolaj Vasziljevics Gogol: A revizor... szereplő
- Stanislawa Przybyszewska: A Danton-ügy... Eléonore Duplay, Robespierre szeretője
- Alan Jay Lerner – Frederick Loewe: My fair lady... Mrs. Higgins
- Eisemann Mihály – Zágon István – Nóti Károly: Hyppolit, a lakáj... Aranka

## Filmek, TV
- Szerelem száz háton (1984)
- Soha, sehol, senkinek! (1988)
- Patika (sorozat) 7. rész; 12. rész (1995)
- Ébredés (1995)
- Szamba (1996)...Vidéki színésznő
- Szomszédok (sorozat) 251. rész (1996)
- Az alkimista és a szűz (1999)
- Barátok közt (sorozat) 737. rész (2000)
- Tündérdomb (2001)
- Csocsó, avagy éljen május elseje! (2001)
- Kísértések (2002)
- Papsajt (2002)
- Antik (2005)... anya
- 1 (2009)
- Az igazi ajándék (2009)... Nevelőnő
- Csonka délibáb (2015)... Juli anyja
- Anyám és más futóbolondok a családból (2015)... Parasztasszony
- Rossz versek (2018)... Lenke
- …a szomszéd tehene (2024)... néni

## Díjak, elismerések
- Megyei Nívódíj (1988)
- Déryné-díj (1989, 1993)
- Hekuba-díj (1995)
- Jászai Mari-díj (2002)
- Aase-díj (2013)